# Allogaussia paradoxa
Allogaussia paradoxa är en kräftdjursart som beskrevs av Schellenberg 1926. Allogaussia paradoxa ingår i släktet Allogaussia och familjen Lysianassidae. Inga underarter finns listade i Catalogue of Life.